# Heiko Gerber
Heiko Gerber es un ex-futbolista alemán. Jugaba de lateral izquierdo y su último club fue el SSV Ulm de la Regionalliga Südwest.

## Selección nacional
Fue internacional en 2 ocasiones con la Selección alemana debutando en 1999.

## Clubes
| Club              | País     | Año       |
| ----------------- | -------- | --------- |
| Chemnitzer FC     | Alemania | 1991-1996 |
| Arminia Bielefeld | Alemania | 1996-1998 |
| 1. FC Nürnberg    | Alemania | 1998-1999 |
| VfB Stuttgart     | Alemania | 1999-2007 |
| FC Ingolstadt 04  | Alemania | 2007-2009 |
| SSV Ulm           | Alemania | 2009-2010 |

## Títulos
| Título        | Club          | País     | Año  |
| ------------- | ------------- | -------- | ---- |
| 1. Bundesliga | VfB Stuttgart | Alemania | 2007 |

- Datos: Q69689
- Multimedia: Heiko Gerber / Q69689